# Nicolás de Vergara le Jeune
Nicolás de Vergara le Jeune (Nicolás de Vergara el Mozo en espagnol) est un maître verrier et architecte espagnol actif à Tolède, né vers 1542, et mort à Tolède le 11 décembre 1606.
Il est le fils de Nicolás de Vergara le Vieux et de Catalina de Colonia. Il est né au moment où son père s'installe à Tolède. Il est sûrement l'aîné des enfants.

## Biographie
Il s'est formé comme son frère, Juan de Vergara, à l'atelier de son père. Il est resté sous l'influence de son père jusqu'à sa mort en 1574. Il est difficile, dans cette période, de séparer ses travaux de ceux de son père. Les premiers documents le citant personnellement sont ceux concernant les arrangements sur l'héritage de son père. Le 11 août 1574, est dressé l'inventaire des biens de son père avec les œuvres laissées inachevées par son père.
À la mort de son père, il est entré au service de la fabrique de la cathédrale comme maître sculpteur et verrier, charges qu'il a conservées jusqu'à sa mort et pour lesquelles il a été payé 5 000 et 30 000 [maravédis chaque année pour chacune d'elles. À partir de cette date, son importance a grandi. À la mort de Hernán González de Lara, en 1575, il a pris la direction des travaux de l'hôpital de Tavera et la maîtrise principale de la cathédrale, à partir du 1er septembre 1575 qui lui rapportent 24 000 maravédis pour une année. C'est l'époque de ses premières œuvres documentées qui vont se détacher de celles de son père. C'est à cette période aussi qu'il s'est marié avec Luisa Mariana dont il a deux enfants, Francisco de Vergara, et Mariana qui devient religieuse au couvent San Clemente el Real de Tolède. Son épouse lui a survécu et vivait encore en 1624.
En 1582, les intrigues de Juan de Herrera lui font perdre la charge de maître principal (maestro mayor) de la cathédrale qui est transmise à Diego de Alcántara. Il a cependant conservé la charge de maître sculpteur de la cathédrale et le chapitre a été indigné par cette substitution. À la nomination d'Alcántara en mars 1582, le chapitre s'est adressée à l'impératrice doña María pour intercéder en faveur de Vargara auprès du roi Philippe II.
Jusqu'en 1587 et la mort de Diego de Alcántara, les affaires allèrent plutôt mal pour Vergara. Puis Vergara a joui d'une bonne situation économique à la fin de sa vie.
Dans le contrat signé le 7 février 1590 avec le chapitre de la cathédrale de Tolède concernant la réalisation de vitraux, il est précisé que toutes lesdites verrières doivent être en verre peint de Flandres
Nicolás de Vergara le Jeune est mort le 11 décembre 1606 à Tolède, mais on ne possède pas son testament ni un inventaire de ses biens qui aurait pu faire connaître les livres de sa bibliothèque et les bases de ses connaissances théoriques et littéraires. On sait qu'il avait de solides connaissances de Vitruve car il avait remis un rapport le 6 juin 1606 un rapport au Junta de Obras y Bosques (Surintendance des Bâtiments et des Forêts de la Couronne) sur l'état des machines hydrauliques de Juanelo Turriano. Il fait remarquer, comme l'a fait au même moment Juan Bautista Monegro que le dispositif hydraulique est une machine déjà inventée par Ctésibios et décrite dans le De architectura, livre X, de Vitruve.